# Caraphia borneana
Caraphia borneana là một loài bọ cánh cứng trong họ Cerambycidae.